# 전다민
전다민(2001년 8월 21일 ~ )은 KBO 리그 두산 베어스의 야구 선수다.

## 출신 학교
- 서울길동초등학교
- 청원중학교
- 청원고등학교
- 설악고등학교
- 강릉영동대학교

## 등번호
- 114 (2024)
- 58 (2024-)